# Walter Koch (Schauspieler)
Walter Koch (* 13. August 1934 in München; † 10. März 2023) war ein deutscher Schauspieler bei Bühne und Film.

## Leben und Wirken
Der Sohn des Verwaltungsoberinspektors Hermann Koch besuchte erst die Volks-, dann die Oberrealschule und arbeitete bereits während seiner Schulzeit (seit 1947) als Jugendsprecher beim Bayerischen Rundfunk. Es folgten Verpflichtungen von Münchner Bühnen wie den Kammerspielen und dem Theater am Gärtnerplatz. Daraufhin holten diverse bayerische Filmgesellschaften den 18-Jährigen vor die Kamera und ließen Walter Koch Jugendliche und junge Männer aller Arten spielen – Nebenrollen in familientauglichen Unterhaltungsproduktionen, die jedoch kaum Eindrücke hinterließen. Nach 1960 sah man Walter Koch nur noch in dem einen oder anderen Fernsehfilm, ehe er komplett aus dem Blickfeld der Öffentlichkeit verschwand.

## Hörspiele
- 1949: Vater Seidl und sein Sohn, Folgen: Ein bayerisches Fußball-Hörspiel, der verlorene Franzl (als Sohn Franzl)

## Kinofilme
- 1952: Im weißen Rößl
- 1953: Einmal keine Sorgen haben
- 1954: Rosen-Resli
- 1954: Der schweigende Engel
- 1955: Das Forsthaus in Tirol
- 1957: Vater, unser bestes Stück
- 1957: Der Edelweißkönig
- 1957: Die Frühreifen
- 1957: Italienreise – Liebe inbegriffen
- 1958: Ihr 106. Geburtstag
- 1960: Eine Frau fürs ganze Leben
- 1963: Aus meiner Waldheimat

## Fernsehen
- 1955: Vater Seidl und sein Sohn, Folge: Der Liebesbrief (als Franz Reiser)
- 1955: Die Bauernpassion
- 1959: Der Komödienstadel, Folge: Das Taufessen (Fernsehfilm)
- 1959: Es gibt immer drei Möglichkeiten
- 1962: Die Flucht
- 1963: Das ist die Höhe
- 1963: Das Kriminalmuseum, Folge: Die Frau im Nerz
- 1975: Hahnenkampf